# Kristin Godridge
Kristin Godridge (née le 7 février 1973) est une joueuse de tennis australienne, professionnelle dans les années 1990.
Elle a principalement connu le succès pendant sa carrière chez les juniors avec un titre à l'US Open en double en 1990 avec Kirrily Sharpe, puis une finale à l'Open d'Australie et à Wimbledon en 1991, perdues respectivement face à Nicole Pratt et Barbara Rittner.
En 1992, elle a atteint le 4e tour à Wimbledon en éliminant Manuela Maleeva (battue par Gabriela Sabatini), sa meilleure performance en simple dans un tournoi du Grand Chelem.
En 2003, elle représente Hong Kong en Fed Cup.

## Palmarès

### Titre en double dames
| No | Date       | Nom et lieu du tournoi | Catégorie | Dotation  | Surface      | Partenaire     | Finalistes                        | Score         |          |
| -- | ---------- | ---------------------- | --------- | --------- | ------------ | -------------- | --------------------------------- | ------------- | -------- |
| 1  | 17/09/1990 | Clarins Open Paris     | Tier IV   | 150 000 $ | Terre (ext.) | Kirrily Sharpe | Alexia Dechaume Nathalie Herreman | 4-6, 6-3, 6-1 | Parcours |

### Finale en double dames
| No | Date       | Nom et lieu du tournoi | Catégorie | Dotation  | Surface    | Vainqueures                        | Partenaire  | Score         |          |
| -- | ---------- | ---------------------- | --------- | --------- | ---------- | ---------------------------------- | ----------- | ------------- | -------- |
| 1  | 13/11/1995 | Volvo Open Pattaya     | Tier IV   | 107 500 $ | Dur (ext.) | Jill Hetherington Kristine Radford | Nana Miyagi | 2-6, 6-4, 6-3 | Parcours |

## Parcours en Grand Chelem

### En simple dames
| Année | Open d'Australie | Open d'Australie   | Internationaux de France | Internationaux de France | Wimbledon       | Wimbledon         | US Open         | US Open         |
| ----- | ---------------- | ------------------ | ------------------------ | ------------------------ | --------------- | ----------------- | --------------- | --------------- |
| 1990  | 1er tour (1/64)  | Elena Pampoulova   | 1er tour (1/64)          | Nathalie Tauziat         | -               | -                 | -               | -               |
| 1991  | 1er tour (1/64)  | Alexia Dechaume    | 2e tour (1/32)           | Arantxa Sánchez          | 1er tour (1/64) | Jo-Anne Faull     | 2e tour (1/32)  | Arantxa Sánchez |
| 1992  | 1er tour (1/64)  | Nicole Jagerman    | -                        | -                        | 4e tour (1/8)   | Gabriela Sabatini | 1er tour (1/64) | Kathy Rinaldi   |
| 1993  | 1er tour (1/64)  | Robin White        | -                        | -                        | -               | -                 | -               | -               |
| 1994  | 1er tour (1/64)  | Inés Gorrochategui | -                        | -                        | -               | -                 | -               | -               |
| 1995  | 2e tour (1/32)   | Lisa Raymond       | -                        | -                        | -               | -                 | -               | -               |
| 1996  | 1er tour (1/64)  | Siobhan Drake      | 1er tour (1/64)          | Karina Habšudová         | 1er tour (1/64) | Helena Suková     | -               | -               |

À droite du résultat, l’ultime adversaire.

### En double dames
| Année | Open d'Australie              | Open d'Australie           | Internationaux de France     | Internationaux de France   | Wimbledon                     | Wimbledon                  | US Open                   | US Open                    |
| ----- | ----------------------------- | -------------------------- | ---------------------------- | -------------------------- | ----------------------------- | -------------------------- | ------------------------- | -------------------------- |
| 1990  | 1er tour (1/32) K. Sharpe     | D. Balestrat C. Benjamin   | -                            | -                          | 2e tour (1/16) Ann Devries    | Linda Barnard Louise Field | -                         | -                          |
| 1991  | 3e tour (1/8) K. Sharpe       | L. Neiland N. Zvereva      | 2e tour (1/16) Silvia Farina | L. Neiland N. Zvereva      | 1er tour (1/32) G. Helgeson   | N. Tauziat J. Wiesner      | 2e tour (1/16) K. Radford | MJ Fernández Zina Garrison |
| 1992  | 2e tour (1/16) Nicole Pratt   | S. Appelmans I. Demongeot  | 2e tour (1/16) A. Woolcock   | I. Demongeot N. Tauziat    | 1er tour (1/32) K. Kschwendt  | K. Guse Tracey Morton      | 1er tour (1/32) A. Fusai  | S. Sampras T. Whitlinger   |
| 1993  | 1er tour (1/32) P. O'Reilly   | Patricia Hy S. Rehe        | 2e tour (1/16) Maya Kidowaki | Lori McNeil Rennae Stubbs  | 1er tour (1/32) Joanne Limmer | L. Neiland Jana Novotná    | -                         | -                          |
| 1994  | 1er tour (1/32) Joanne Limmer | A. Kijimuta N. Kijimuta    | 1er tour (1/32) Li Fang      | Amy Frazier Kimberly Po    | -                             | -                          | -                         | -                          |
| 1995  | 1er tour (1/32) K. Sharpe     | M. McGrath Rennae Stubbs   | 1er tour (1/32) K. Sharpe    | K. Habšudová R. Zrubáková  | 1er tour (1/32) K. Sharpe     | C. Martínez P. Tarabini    | -                         | -                          |
| 1996  | 1er tour (1/32) K. Sharpe     | Erika de Lone Audra Keller | 1er tour (1/32) C. Barclay   | Lisa Raymond Rennae Stubbs | 1er tour (1/32) C. Barclay    | M. Hingis Helena Suková    | -                         | -                          |

Sous le résultat, la partenaire ; à droite, l’ultime équipe adverse.

### En double mixte
| Année | Open d'Australie             | Open d'Australie      | Internationaux de France    | Internationaux de France   | Wimbledon                     | Wimbledon                 | US Open | US Open |
| ----- | ---------------------------- | --------------------- | --------------------------- | -------------------------- | ----------------------------- | ------------------------- | ------- | ------- |
| 1991  | -                            | -                     | -                           | -                          | 1er tour (1/32) D. Macpherson | H. Ter Riet M. Koevermans | -       | -       |
| 1992  | 1er tour (1/16) Jamie Morgan | Jo Durie Jeremy Bates | -                           | -                          | -                             | -                         | -       | -       |
| 1995  | -                            | -                     | 1er tour (1/32) Piet Norval | M. Strandlund Peter Nyborg | -                             | -                         | -       | -       |
| 1996  | -                            | -                     | -                           | -                          | 1er tour (1/32) Wayne Arthurs | K. Guse David Adams       | -       | -       |

Sous le résultat, le partenaire ; à droite, l’ultime équipe adverse.

## Parcours en Coupe de la Fédération
| #                                                                     | Date       | Lieu       | Surface    | Gagnante(s)                       | Perdante(s)                       | Score    |          |
|                                                                       |            |            |            |                                   |                                   |          |          |
| 1990 - 2e tour (groupe mondial) - Australie - Tchécoslovaquie - 1 : 2 |            |            |            |                                   |                                   |          |          |
| 1                                                                     | 23/07/1990 | Atlanta    | Dur (ext.) | Kristin Godridge Janine Thompson  | Regina Kordová Eva Švíglerová     | 6-2, 6-3 | Parcours |
|                                                                       |            |            |            |                                   |                                   |          |          |
| 1991 - 2e tour (groupe mondial) - Espagne - Australie - 3 : 0         |            |            |            |                                   |                                   |          |          |
| 2                                                                     | 24/07/1991 | Nottingham |            | Conchita Martínez Arantxa Sánchez | Kristin Godridge Elizabeth Smylie | 6-3, 6-4 | Parcours |

## Classements WTA en fin de saison

### En simple
| Année | 1987 | 1988 | 1989 | 1990 | 1991 | 1992 | 1993 | 1994 | 1995 | 1996 |
| Rang  | 571  | 526  | 341  | 123  | 86   | 137  | 169  | 195  | 116  | 335  |

Source : (en) « Classements de Kristin Godridge », sur le site officiel du WTA Tour

### En double
| Année | 1988 | 1989 | 1990 | 1991 | 1992 | 1993 | 1994 | 1995 | 1996 |
| Rang  | 364  | 304  | 68   | 101  | 122  | 155  | 262  | 80   | 476  |

Source : (en) « Classements de Kristin Godridge », sur le site officiel du WTA Tour